# Александер Домінік Радзивілл
Александер Домінік Радзивілл (*29 лютого 1808 — 10 жовтня 1859) — військовик литвинського походження в Австрійській імперії. Засновник Галицької гілки Радзивіллів.

## Життєпис
Походив з литовсько-білоруського князівського роду Радзивіллів. Син Домініка Єроніма Радзивілла і Теофіли Моравської. Народився 29 лютого 1808 році в Граці. 15 березня 1809 році у Мінську його батька офіційно оформили шлюб. Внаслідок цього вважався позашлюбною дитиною, втративши права на родиннії ординації — Несвізьку і Оликську.
У 1813 році загинув його батько. Виховувався у Відні, де також здобув освіту. Мати зрідко відвідувала сина. В російській імперії Александера Домініка позбавили права на князівський титул та маєтності. Лише у 1822 році австрійська влада підтвердили права Александера Домініка на князівський титул й застосування прізвища Радзивілл.
Обрав спочатку кар'єру військовика. Згодом перебрався до Галичини, де мешкав більшу частину життя. Втім продовжував судитися за родинні маєтності. У 1833 році швагрЛюдвіг Сайн-Вітгенштейн виплатив Александеру Домініку відступні у 300 тис. карбованців. 31 травня 1838 року одружився в Відні з Рожиною Юзефіною Хітл. Помер у 1859 році в Доблінгу біля Відня.

## Родина
Дружина — Розина Юзефа (1819-1865), дочки Юзефа Хільтл вель Хіельт і Христини Стейб
Діти:
- Антоніна Леоніда
- Людвік Александер (1847-1904). Від першої дружини Антоніни Орловської (1849-1877), на якій одружився в 1863 році, і з якою розлучився в 1872 році, мав сина Олександра Фредеріка (1869-1927), що 1894 року пошлюбив Вільгельміну Ордьоді д`Ордьод (1870-1934). В шлюбі народила єдина дитина — Ольга Максиміліана (нар. 1908)
- Александер Сергій